# Застава Марока
Застава Марока је црвено поље са зеленим пентаграмом са црним ивицама.
Рахид Сбихи, марокански историчар и специјалиста за нумисмалогију каже да је раније било одлучено да се задржи само црвена застава као симбол монархије, док би национална застава носила зелену шестокраку на средини. Тако је и било док није шестокрака замењена петокраком.
Шестокрака коришћена на застави Марока је познатија као Соломонов печат (Sulaïman на арапском) или Давидова звезда. Међутим, ово схватање је погрешно, јер је шестокрака симбол живота, мудрости и здравља у све три монотеистичке религије. Соломонов печат се налазио и на кованицама од 100 и 200 франака, као и на неким поштанским маркицама све до 1954.
Према Рахиду Сбихом, изгледа да је звезду заменио генерал Лијате када се спремао да пошаље мароканске војнике у борбу за време 2. Светског рата. Сбихи наглашава да нису били никоме ни познати ни јасни. Мароканцима је, међутим, било понуђено објашњење које би могло бити најтачније: Нова звезда је постављена због државне религије, јер 5 би кракова могло да симболизује 5 стубова ислама.
Нова застава је била показана народу тек након независности Марока 1956. године